# Powiatowy Urząd Bezpieczeństwa Publicznego w Łomży

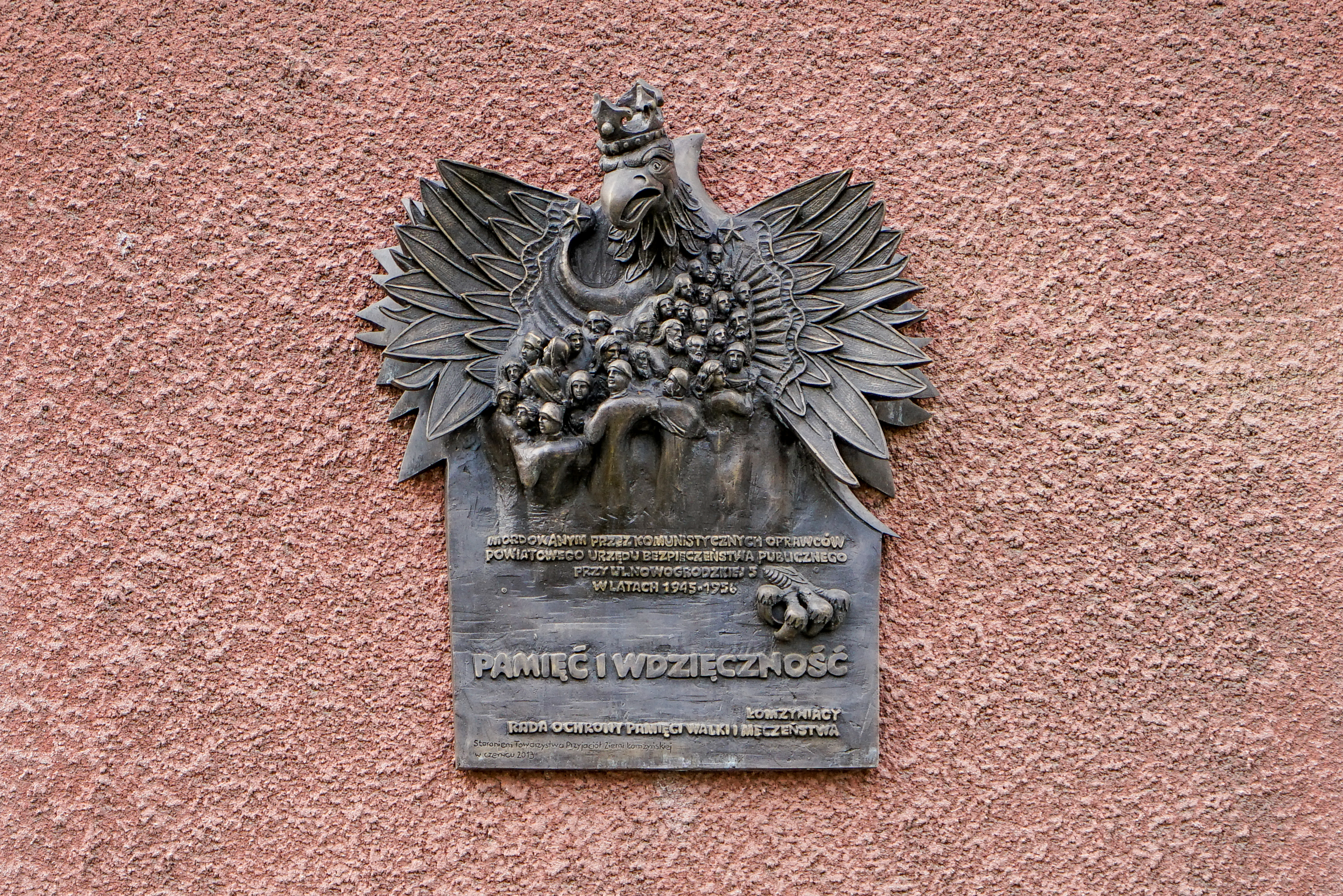
Tablica upamiętniająca zamordowanych przez funkcjonariuszy PUBP na budynku przy ulicy Nowogrodzkiej 5 w Łomży

Powiatowy Urząd Bezpieczeństwa Publicznego w Łomży (PUBP Łomża) – jednostka terenowa Ministerstwa Bezpieczeństwa Publicznego operująca na terenie powiatu łomżyńskiego w latach 1944–1954, którego siedziba znajdowała się w Łomży przy ulicy Nowogrodzkiej 5. Podlegał on bezpośrednio WUBP w Białymstoku i był wiodącym elementem zbrodniczej działalności komunistycznego aparatu terroru w tym regionie. W okresie funkcjonowania tego urzędu, jego funkcjonariusze dokonali licznych zabójstw, bezprawnych pozbawień wolności połączonych ze stosowaniem tortur w celu wymuszenia zeznań, jak również terroru i innych środków represji wobec miejscowej ludności.
Obszar powiatu łomżyńskiego był specyficznym terenem, ze względu na bardzo silny opór lokalnej ludności przeciwko powojennej, komunistycznej rzeczywistości. W pierwszych latach po „wyzwoleniu” na terenach tych trwała bezkompromisowa walka o władzę między komunistami, wspieranymi przez armię radziecką i podziemiem antykomunistycznym.
Sytuacja powstała na początku 1945 roku w powiecie łomżyńskim, wynikająca z odejścia na Zachód jednostek Armii Czerwonej, pokazała słabość aparatu bezpieczeństwa, który nie był w stanie powstrzymać aktywności podziemia i traktowany był przez większość miejscowej ludności jako przedstawiciele siłą narzuconej władzy.
Ustanawiane przez nową władzę ludową obciążenia na społeczeństwo – zwłaszcza kontyngenty – powodowały zarówno sprzeciw mieszkańców, jak i aktywną działalność podziemia niepodległościowego. Nasilały się ataki na urzędy nowej władzy i posterunki Milicji Obywatelskiej.
W styczniu 1946 roku grupa NZW zaatakowała Powiatowy Urząd Bezpieczeństwa Publicznego w Łomży.
Wraz z upływem czasu działalność aparatu bezpieczeństwa w powiecie łomżyńskim przybierała na sile.
W okresie tym prowadzono na szeroką skalę akcję aresztowań osób podejrzanych o przynależność lub współpracę z podziemiem antykomunistycznym.
Od 17 marca 1945 r. w Łomży zakwaterowano również grupę operacyjną KG MO z Warszawy, tzw. szturmówkę. Oddział liczył ok. 70 ludzi, był dowodzony przez kapitana NKWD i uczestniczył w obławach, aresztowaniach i ściąganiu kontyngentów na terenie powiatu łomżyńskiego. W momencie, kiedy wycofano większość posterunków gminnych Wojsk Wewnętrznych NKWD, a oddziały AKO i NSZ rozbroiły milicję na terenie powiatu łomżyńskiego, oddział ten w marcu i kwietniu 1945 r. pozostawał najpoważniejszą realną siłą, jaką dysponowała władza na tym terenie.
W okresie tym stało się praktycznie zasadą, że niemal każda poważniejsza akcja AKO, czy też NSZ pociągała za sobą kontrakcję aparatu bezpieczeństwa w formie obław i pacyfikacji okolicznych miejscowości.
W jednym ze sprawozdań z września 1945 r. odnotowano, iż od początku istnienia ww. urzędu do tej pory, na terenie całego powiatu łomżyńskiego aresztowano 832 żołnierzy AK, 247 NSZ i 61 innych osób.
23 stycznia 1947 grupa operacyjna z PUBP w Łomży pod dowództwem Romana Płockiego rozbiła we wsi Gumowo powracający z Prus Wschodnich ośmioosobowy patrol 6 Brygady Wileńskiej dowodzony przez Henryka Miecznikowskiego „Tygrysa”.
Na przełomie 1949 i 1950 r. na Podlasiu utworzona została grupa likwidacyjna, złożona z agentów UB, działająca głównie na pograniczu powiatów białostockiego i łomżyńskiego, która nawiązywała łączność z działającymi jeszcze grupami zbrojnymi podziemia niepodległościowego. Agenci ci wydawali w ręce UB ukrywających się partyzantów lub sami przeprowadzali ich bezpośrednią likwidację. Dzięki współpracy z tą grupą likwidacyjną, PUBP w Łomży rozbił m.in. 15 sierpnia 1950 r. oddział Czesława Czyża „Dzika”.
Z niemal 300 „ubeków”, którzy pracowali w PUBP w Łomży tylko 50 – i to w późniejszym okresie – pochodziło z Łomży i ziemi łomżyńskiej. Najliczniejszą grupę tworzyli zaś Białorusini, których było około stu. Nieliczni byli natomiast tu funkcjonariusze pochodzenia żydowskiego. Przez cały okres od 1944 do 1956 roku było tylko trzech funkcjonariuszy, którzy w kwestionariuszu osobowym deklarowali, że są narodowości żydowskiej.
Na koniec lipca 1950 roku PUBP w Łomży posiadał na swoim stanie dwóch rezydentów, pięciu agentów i 185 informatorów. Pomimo tego, stan liczbowy agentury oceniano jako niewystarczający, by kontrolować wszystkie przejawy działalności podziemia w poszczególnych środowiskach.
W styczniu 1949 r. funkcjonariusze PUBP w Łomży prowadzili dochodzenie i przesłuchania świadków w sprawie pogromu w Jedwabnem. W wyniku śledztwa IPN stwierdzono poważne błędy, jak również liczne zaniechania i niedopełnienia obowiązków popełnione przez funkcjonariuszy PUBP w trakcie dochodzenia, przez co celowo doprowadzili do niewyjaśnienia większości okoliczności pogromu w Jedwabnem w dniu 10 lipca 1941 r.
Instytut Pamięci Narodowej prowadził i prowadzi liczne śledztwa w sprawie zbrodni komunistycznych, polegających na zabójstwach osób zatrzymanych oraz bezprawnych pozbawieniach wolności, połączonych ze stosowaniem niedozwolonych metod śledczych, dokonywanych przez funkcjonariuszy tego urzędu.
21 czerwca 2013 z inicjatywy Towarzystwa Przyjaciół Ziemi Łomżyńskiej na budynku dawnej siedziby PUBP przy ul. Nowogrodzkiej 5 odsłonięto upamiętniającą zamordowanych przez funkcjonariuszy PUBP tablicę o treści:

Mordowanym przez komunistycznych oprawców Powiatowego Urzędu Bezpieczeństwa Publicznego przy ul. Nowogrodzkiej 5 w latach 1945–1956.
PAMIĘĆ i WDZIĘCZNOŚĆ
Łomżyniacy.
Rada Ochrony Pomników Walk i Męczeństwa

## Kierownictwo urzędu[20]
Kierownicy:
- Konstanty Karpowicz (1944–1945)
- Włodzimierz Szarało (1945–1946)
- Stanisław Siniawski (1946–1947)
- Stefan Tomczak (1947)
- Zygmunt Rewucki (1947)
- Władysław Borowski (1948–1950)
- Wiesław Zajda (1950–1951)
- Jan Wasiluk (1951)
- Leon Sobczyk (1951–1952)
- Feliks Czaplejewicz (1952–1953)
- Jan Czerniawski (1953–1954)

Zastępcy kierowników:
- Edmund Wieprzewski (1944–1945)
- Albin Barycki (1945–1946)
- Zygmunt Rewucki (1946–1947)
- Piotr Malczewski (1948–1949)
- Władysław Borowski (1948–1949)
- Jan Sybilski (1950)
- Stefan Mudel (1950–1951)
- Daniel Dudek (1951–1953)
- Wacław Rożek (1953–1954)